# Лікер

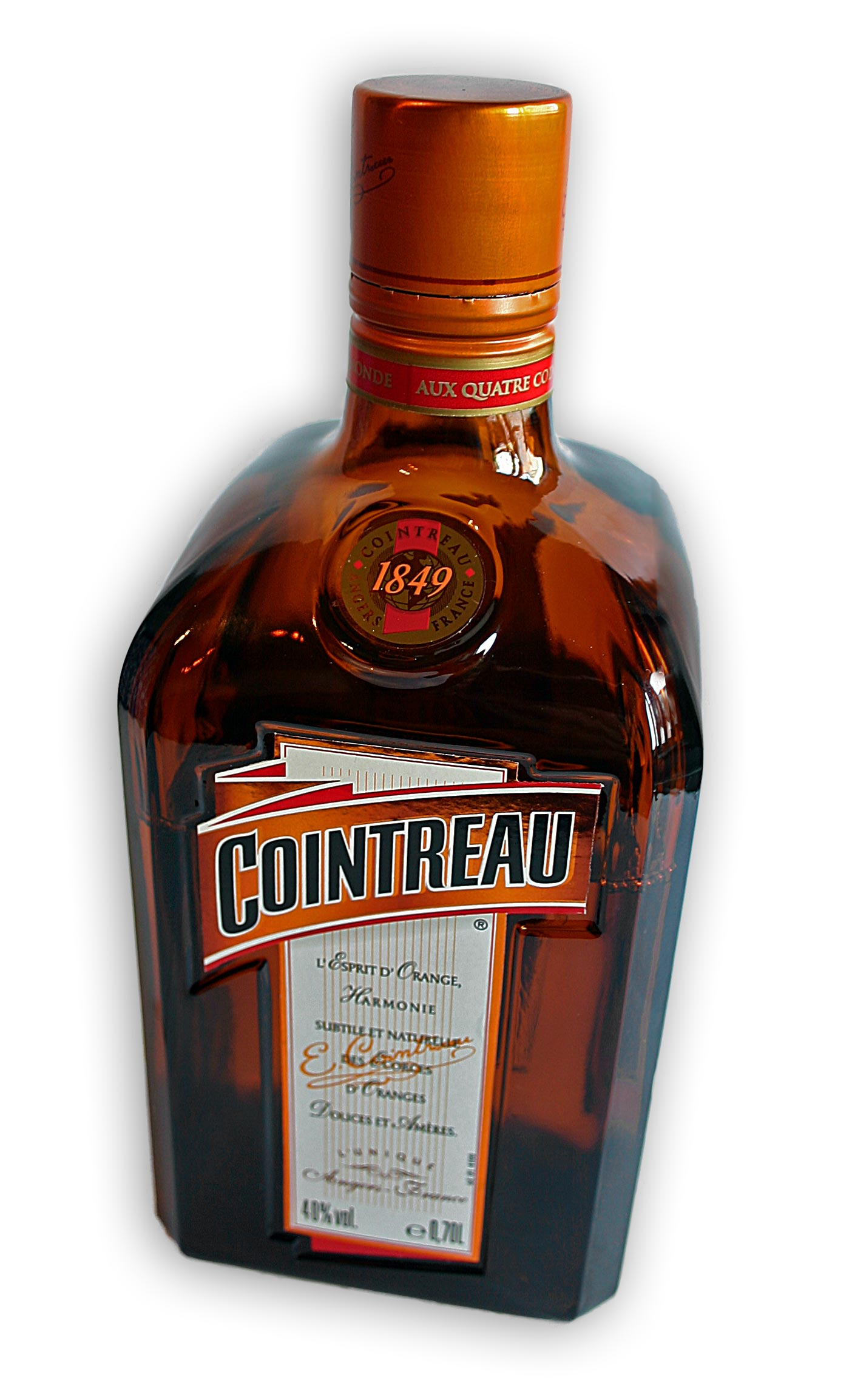
Лікер Куантро

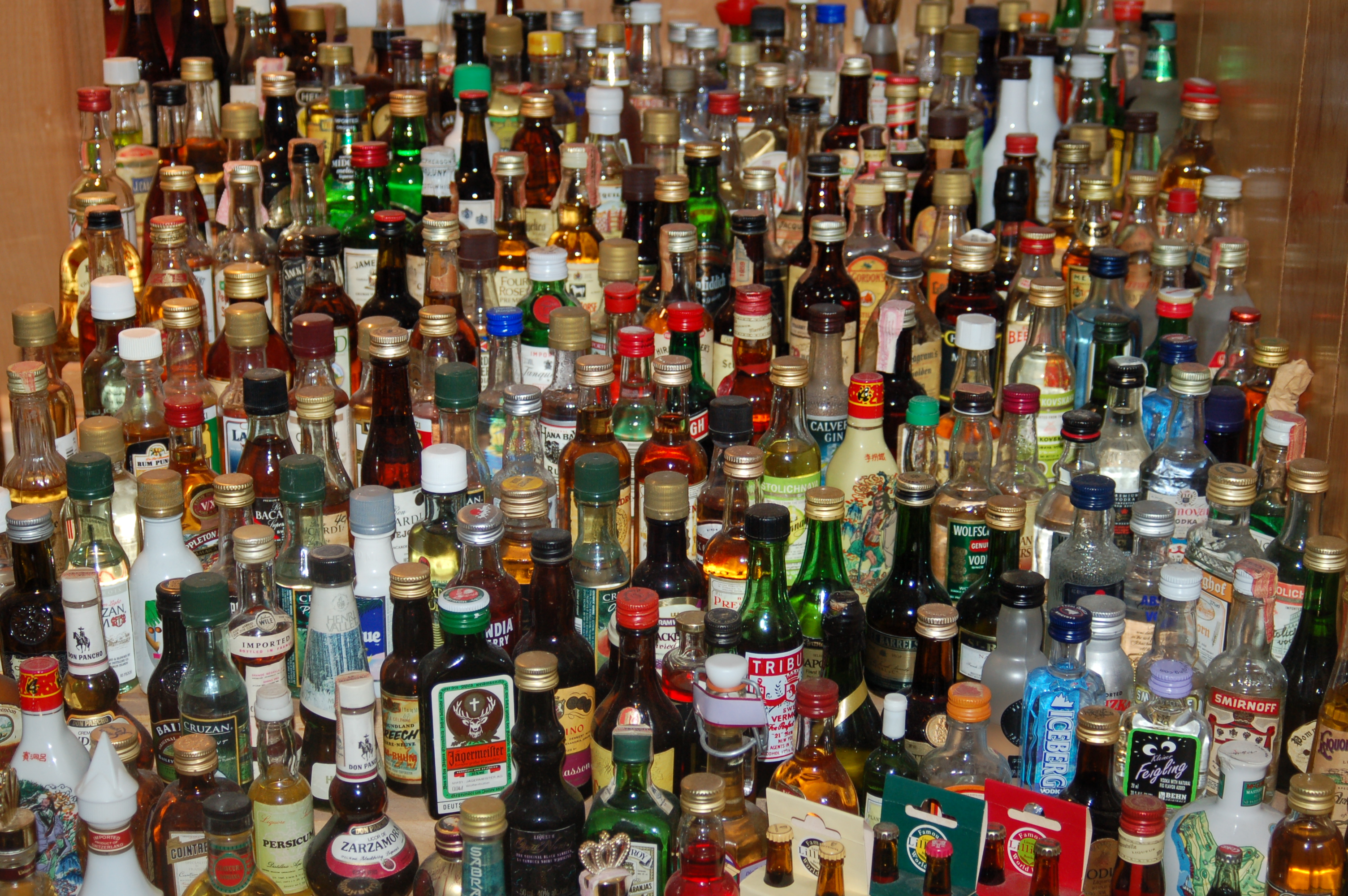
Лікери

Ліке́р (від фр. liqueur — рідина) — міцний солодкий алкогольний напій, виготовлений із заспиртованих фруктів та ягідних соків, настоянок духмяних трав із додаванням кореневищ, прянощів тощо. Вміст цукру — до 35 %, вміст спирту — до 45 %.

## ДСТУ
Згідно з ДСТУ 3297:95. Лікеро-горілчана промисловість. Терміни та визначення понять лікер — це лікеро-горілчаний напій міцністю від 25,0 % до 45,0 % з масовою концентрацією екстрактивних речовин від 25 до 60 г/100см³, виготовлений на основі цукрового сиропу з використанням напівфабрикатів рослинної і плодової сировини.

## Історія
Починаючи з 11 століття, в багатьох монастирях Західної Європи практикувалося лікування хворих і виготовлення різних еліксирів. Еліксирами називалися і перші лікери, які ченці готували з різних лікарських і духмяних рослин.
Старі європейські лікери «Кюммель» (Голландія) і «Бенедиктин» (Франція) відомі з XVI століття. Лікер «Бенедиктин» був створений у монастирі Святої Трійці у Фекамі (Abbaye de la Trinité de Fécamp) в Нормандії ченцем Бернардо Вінцеллі у 1510 році. Інший відомий лікер «Шартрез» з'явився в 1605 році.

## Виготовлення
Тепер лікери готують шляхом купажування спиртованих морсів, спиртованих настоїв ефірно-олійних пряних сухих рослин, ароматного спирту, води і спирту-ректифікату, цукрового сиропу. Крім того, до купажу додаються органічні кислоти, природні і синтетичні фарбники як-от цукровий колір (карамелізованний при 200 °C цукор).

## Класифікація
За вмістом спирту і цукру лікери діляться на кілька груп:
- Міцні лікери роблять здебільшого на спиртах, отриманих настоюванням і перегонкою ефірно-олійної сировини. Вони містять 35-45 % спирту і 32-50 % цукру («Кристал», «Бенедиктин», «М'ятний», «Південний», «Шартрез»).
- Десертні лікери роблять на плодово-ягідних спиртах і морсах, настоях і ароматизованих спиртах з ефірно-олійної сировини, 25-30 % спирту, 35-50 % цукру («Абрикосовий», «Вишневий», «Полуничний», «Лимонний», «Малиновий», «Трояндовий», «Шоколадний» тощо).
- Лікери-креми готують так само, як і десертні, на спиртованих морсах, настоях ароматизованих спиртах і ефірних оліях, 20-35 % спирту, 49-60 % цукру («Абрикосовий», «Малиновий», «Горобиновий», «Шоколадний»).

## Визнані лідери
На світовому ринку найкращими лікерами вважаються:
- «Амарула» — південноафриканський вершковий лікер з плодів дерева марула (також відоме як слонове дерево). Вміст цукру 20 %, алкоголю 17 %;
- «Адвокат» — яєчний лікер на коньячній основі з цукром, ваніллю, кавою, із вмістом спирту 20-25 %;
- «Куантро» — апельсиновий лікер білого кольору на основі коньяку, із вмістом спирту 40 %;
- «Шартрез» — один із старих лікерів ароматичного типу з гострим трав'яним ароматом і смаком, із вмістом спирту 43 %;
- «Черрі-лікер» — вишневий лікер на основі виноградного бренді, приготований з чорної вишні, із вмістом спирту 30 %;
- «Кюрасао» — цитрусовий лікер, виготовлений з скориночок апельсина, із вмістом спирту 38 %;
- «Кюммель» — ароматний лікер з присмаком кмину і коріандру, із вмістом спирту 50 %.